# Ferrari 308
Ferrari 308 GTB (Berlinetta kupé) nebo GTS (spider) byl sportovní automobil, který v letech 1975 až 1977 vyráběla italská automobilka Ferrari. Jeho předchůdcem bylo Ferrari Dino a nástupcem Ferrari 328. Celkem bylo vyrobeno 12 tisíc vozů.

## Historie
Poprvé bylo Ferrari 308 GTB představeno na Pařížském autosalonu v roce 1975. Design vytvořil Leonardo Fioravanti. O dva roky později se představil spider targa GTS. Ten se proslavil díky seriálu Magnum. Části karoserie byly kvůli menší hmotnosti vyráběny z plastických materiálů. Několik vozů bylo ale vyrobeno i v celokovové karoserii. Ta vážila pouze o 12 kg více. Z vozu byl odvozen i supersportovní automobil Ferrari 288 GTO.
Společnost Sports Car International prohlásila Ferrari 308 GTB za pátý nejlepší sportovní automobil sedmdesátých let.

## Motory

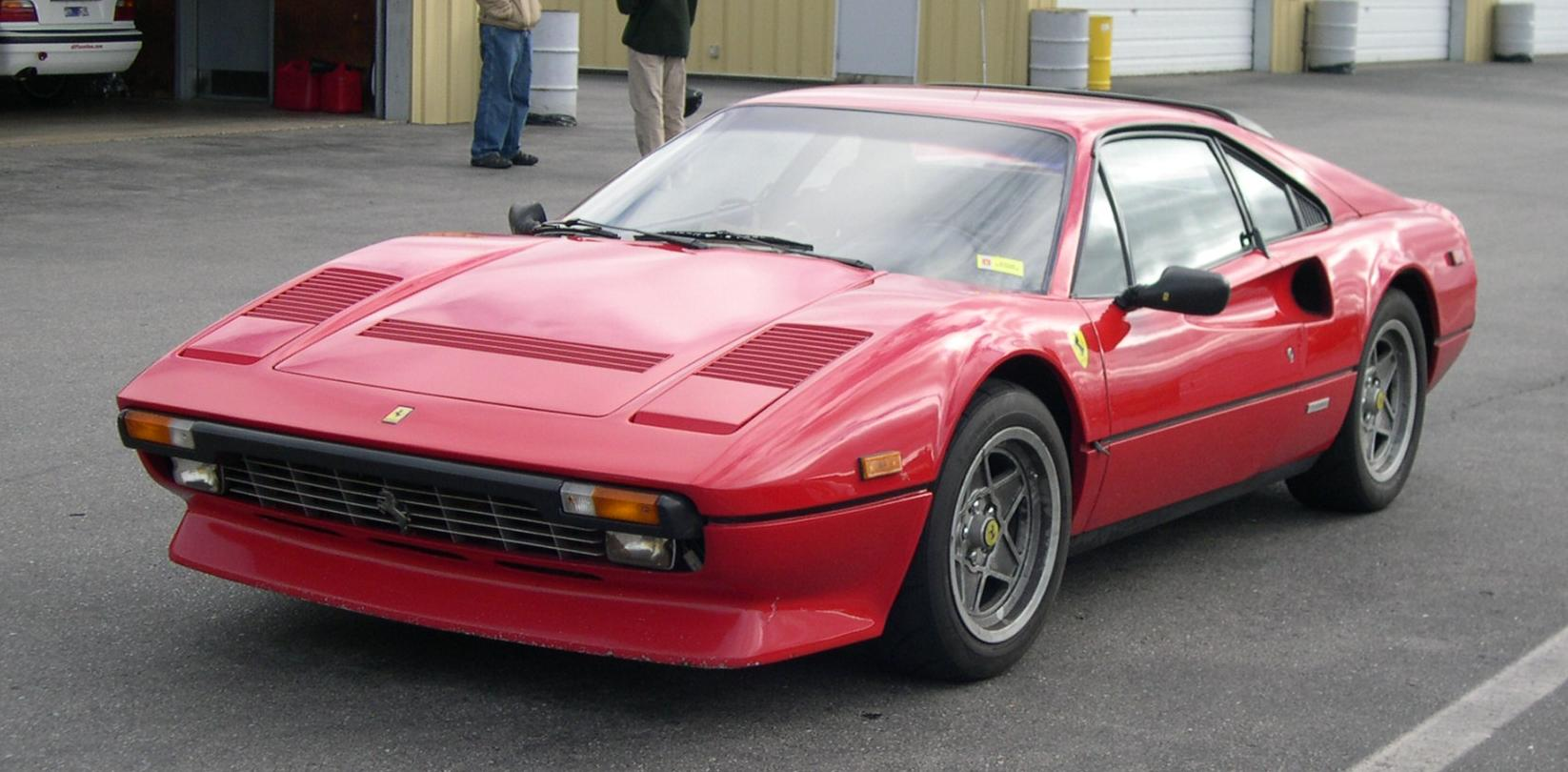
Ferrari 308 GTB

- 3.0 L V8
- 3.0 L V8 (GTBi/GTSi)
- 3.0 L 4v V8

## Ferrari 308 GTB vrallye
Ferrari 308 GTB se objevovalo v rally již od konce sedmdesátých let. Po vzniku skupiny B byly však tyto vozy umístěny do nově vzniklé kategorie. Výsledky však kvůli nevhodné koncepci nebyly převratné. Vozidlo mělo dlouhý a nízký předek a nízko umístěná sedadla. Ale koncepce plastové karoserie a motoru uprostřed ukázaly cestu konkurenci.
Motor byl vidlicový osmiválec s rozvodem DOHC o objemu 2921 cm³. Od roku 1982 byl navíc vybaven čtyřventilovou technikou (QV) s přímým vstřikováním paliva. Výkon vozů byl 241 ps, maximální rychlost 255 km/h a zrychlení na sto za 6,5 sekundy. Převodovka byla pětistupňová. Nádrž byla na 70 litrů. Vůz měřil 4302 mm na délku, 1800 mm na šířku a 1180 mm na výšku. jeho váha byla 1150 kg.